# Chubbiness
Chubbiness（チャビネス）は、2013年に結成された日本の女性アイドルグループ。2019年解散。所属事務所はエイベックス・マネジメント。

## 概要
「ぷに子が日本をHAPPYに」をコンセプトに活動するアイドル。やせてもダメ、太り過ぎてもダメ、やせすぎたら卒業と言う掟がある。グループ名の「Chubbiness」は英語でぽっちゃりしている、ころんとしている、まるまるとしているカワイイ子という意味。
ピコ太郎のプロデューサーの古坂大魔王にもプロデュースしてもらったことがある。ピコ太郎の曲、「I LIKE OJ」では、ピコ太郎と共演。PPAPピコ太郎の姉妹グループと謳われた。
前述のようにメンバーそれぞれにボディマス指数に基づいた規定体重があり、一定期間オーバーしたら脱退とされている。

## メンバー

### 解散時
| 氏名       | よみ            | 生年月日（年齢）       | 血液型 | 出身地 | 身長  | 規定体重 | 備考 |
| ---------- | --------------- | ---------------------- | ------ | ------ | ----- | -------- | --- |
| 嶋梨夏     | しま りか       | 1989年8月16日（35歳）  | O型    | 兵庫県 | 150cm | 54.0kg   | 舞台｢新・戦国降臨ガール」「不思議の国のカンタータ〜泣き声混じりの空想歌〜」「スタントウーマン！」「スティングガールズ」       |
| 才原茉莉乃 | さいはら まりの | 1992年1月20日（33歳）  | A型    | 兵庫県 | 155cm | 57.7kg   | 舞台｢新・戦国降臨ガール」、舞台｢僕の世界はCUBEで造れる2016｣、舞台「スタントウーマン！」、ＣＭ｢キリンのどごし生華麗なカレー編｣ |
| 池山智瑛   | いけやま ちあき | 1992年5月4日（33歳）   | O型    | 愛知県 | 158cm | 59.9kg   | |
| 中﨑絵梨奈 | なかざき えりな | 1993年6月8日（32歳）   | O型    | 福岡県 | 153cm | 56.2kg   | ミスヤングチャンピオン2016グランプリ、サンスポGoGOクイーングランプリ（卒業後）                                                |
| 高尾苑子   | たかお そのこ   | 1993年10月30日（31歳） | B型    | 福岡県 | 157cm | 59.2kg   | |
| 森本愛理   | もりもと えり   | 1994年3月8日（31歳）   | A型    | 兵庫県 | 161cm | 62.2kg   | |
| 八重樫琴美 | やえがし ことみ | 1994年9月26日（30歳）  | B型    | 岩手県 | 156cm | 58.4kg   | |
| 河合秋奈   | かわい あきな   | 1994年11月5日（30歳）  | AB型   | 大阪府 | 161cm | 62.2kg   | |
| 堀川杏美   | ほりかわ あみ   | 1994年11月28日（30歳） | B型    | 埼玉県 | 159cm | 60.7kg   | |

### 他
- 浅川美咲 - 2017年2月1日卒業。※卒業理由は幼稚園からの夢を叶えるためと発表された[3]。

## 略歴
※　個人での活動を除く

### 2013年
- 11月29日、御披露目会。渋谷PARCO前ステージ。

### 2014年
- 1月、CanCam3月号掲載。
- 3月、CanCam5月号掲載。
- 8月、1st楽曲「マンマデイーヤ！」MV　YouTubeにて公開。
- 8月、24時間テレビ37「愛は地球を救う」中京テレビ - チャリティーライブ出演。
- 10月、東京ラーメンショー2014 - スペシャルサポーター就任。
- 11月、ホットペッパー×ステーキハンバーグ&サラダバーけん×Chubbiness!!　スペシャルイベント（Chubbiness結成1周年記念イベント開催）。
- 12月、第1回Ustream配信。（後日、チャビTIMEと命名）以降媒体を変えながら定期的に配信中。

### 2015年
- 1月、TOKYO AUTO SALON 2015 with NAPACの「avex special LIVE」幕張メッセ出演。
- 3月、2nd楽曲「もっと、HOT！がモットー！」MVをyoutubeにて公開。
- 4月、GirlsAward 2015 SPRING / SUMMER　国立代々木競技場第一体育館 - オープニングアクト出演。
- 8月、TOKYO IDOL FESTIVAL2015出演。
- 8月、中京テレビ24時間テレビ38「愛は地球を救う」出演。
- 9月、2015RAB祭出演。
- 10月、ミヤギテレビ45th 『もし僕！MUSIC SQUARE』仙台Rensa出演。
- 10月、東京ラーメンショー2015 - スペシャルサポーター就任。
- 11月、ファーストワンマンライブを原宿アストロホール開催。

### 2016年
- 1月、TOKYO AUTO SALON 2016 幕張メッセ出演。
- 4月、初出張☆チャビTIME（FORCEMUSIC）専用スタジオ公開放送
- 6月、古坂大魔王主催音楽イベント出演。
- 7月、MIZUMATSURI2016 THE SPLASH Round2 新潟出演。
- 8月、MIZUMATSURI2016 THE SPLASH Round3 長崎出演。
- 8月、2016神宮外苑花火大会出演。
- 8月、中京テレビ24時間テレビ39「愛は地球を救う」- チャリティーライブ出演。
- 8月、Chubbiness「カラオケパセラ秋葉原昭和通り館」コラボキャンペーン開催。
- 10月、東京ラーメンショー2016 - スペシャルサポーター就任。

### 2017年
- 2月、浅川美咲が卒業。以降9人体制となる。
- 3月、ピコ太郎の日本武道館ライブにてバックダンサーを務める。
- 3月、セカンドワンマンライブ「アフロくんとChubbiness Wonderland」を渋谷DUO開催。
- 4月、初CDリリースイベントをイオンモール幕張新都心開催。
- 4月、CDリリース初遠征イベント（愛知、神戸、福岡）。
- 7月、CDリリース遠征イベント（神戸、大阪、愛知）。
- 7月、SEKIGAHARA IDOL WARS 2017〜関ケ原唄姫合戦〜出演。
- 7月、アイドル横丁、横浜赤レンガ出演。
- 8月、TOKYO IDOL FESTIVAL2017　出演。
- 8月、IDOL SONIC/サマーソニック東京 幕張メッセ内 SIDE-SHOWステージ出演。
- 8月、遠征イベント（愛知、福岡）。
- 10月、バスツアー「待ってましたっ！食欲の秋！！チャビネスBBQ」開催。
- 10月、東京ラーメンショー2017 - スペシャルサポーター就任。
- 11月、東京雪祭SNOWBANK2017、代々木公園出場。
- 12月、単独公演『CHUBBINESS HOUSE』を原宿アストロホールにて開催。
- 12月、初の年越しトークイベント『チャビネスカウントダウンパーティー』　新宿ネイキッドロフト開催。

### 2018年
- 1月、遠征インストアイベント（愛知、岐阜）。
- 5月、チャビネスエンターテイメントショー　新宿角座開催。
- 6月、mysta festa 六本木ニコファーレのイベント出場。
- 6月、チャビネスエンターテイメントショーvol.2　新宿角座にて開催。
- 7月、アイドル横丁×mystafesta　横浜赤レンガに出場。
- 7月、チャビネスエンターテイメントショーvol.3　新宿角座にて開催。
- 8月、はまぐちコントサークル～カドフェス～　新宿角座に出演。
- 8月、「じょんがら武士道」ミュージックカード発売記念イベント【みんな浴衣で撮影会】開催。
- 8月、チャビネスエンターテイメントショーvol.4　新宿角座にて開催。
- 9月、「じょんがら武士道」ミュージックカード遠征インストアイベント　（福岡、広島、愛知）。
- 9月、コヤブソニック2018 mystaステージ　インテックス大阪出場。
- 10月、京都国際映画祭mystaステージ 岡崎公園に出場。
- 10月、東京ラーメンショー2018 - スペシャルサポーター就任[4]。
- 12月、サードワンマンライブ「5周年だよ！集大成！ありがとう祭り！」を品川インターシティホールにて開催。

### 2019年
- 2月、同年3月9日をもってメンバー全員卒業を発表[5]。
- 3月9日、神田明神ホールでの卒業パーティーをもってメンバー全員卒業。

### 2024年
- 1月14日、結成10周年を記念して一夜限りの復活トークイベント＆ライブを秋葉原パームスにて開催した[6]。

## ディスコグラフィ

### シングル
- マンマディーヤ
- もっと、HOT!がモットー!
- ごめんね…私、結構モテるんだわ…。
- DRY YOUR TOWEL～乾かせ！タオル～
- ぷるん♫っとハート♡
- イッタレェィヤァー
- 夢、描く場所
- 踊ルAh!Hooo!
- 虹色Flavor
- パリッChu(ハート)プリッChu
- 恋のエモーション
- ハレルヤ☆Wonderland
- じょんがら武士道

### アルバム
- We are Chubbiness!
- Chubbiness Wonderland

## 出演

### テレビ
※個人での出演除く
- 「アイドルお宝くじ」　（2016年1月6日・12月10日・2017年1月22日、テレビ朝日系列）
- 「Nippon Idol Cup」　（2016年3月7日・6月13日、BSスカパー）
- 「ホットドッグ・プレスTV」　（2016年7月5日、BS日テレ）- 「胸キュン部」出演
- 「デビュたん２」（2017年2月1日、テレビ東京）
- 「CDTV」（2017年4月9日、TBS系列）-　「ピコ太郎バックダンサー」出演
- 「「ぷっ」すま」（2018年2月17日・24日、テレビ朝日系列）- 　「アイドルダンス部」出演
- 「キミスタ」　（2018年7月5日、テレビ東京）

### ウェブテレビ
- 「極楽とんぼKAKERUTV」（2018年7月26日、Ameba）[7]
- 「矢口真里の火曜The NIGHT」（2016年11月30日[8]・2017年4月12日・2019年3月6日、AbemaTV）- 初回以外は堀川、八重樫のみ

### イベント
・「やぐフェス」（2017年12月3日、原宿アストロホール、2018年12月2日、品川インターシティホール） - 堀川、八重樫のみ
・2024年1月14日当日同窓会ライブ参加者は、嶋、才原、池山、中崎、高尾、八重樫、河合、浅川の8名。(森本、堀川はメッセージ＆映像のみ参加。)
・当日同窓会ライブ不参加だった、堀川、森本は次回のライブ・特典会イベント特例見込み。(森本は、誕生日イベントも見込む為、超特例付きに。・2026年。)

### ブログほか
- オフィシャルブログ - Ameba Blog
  - 中﨑絵梨奈オフィシャルブログ Powered by Ameba
  - 才原茉莉乃オフィシャルブログ「LOAD SAVE←」Powered by Ameba
  - 嶋梨夏オフィシャルブログ「皆さま、ごきげんよう♪」Powered by Ameba
  - 池山智瑛オフィシャルブログ「♡CHIAKI♡」Powered by Ameba

### Twitter
- Chubbiness (@Chubbinessstaff) - X（旧Twitter）

  - 嶋梨夏 (@SHIMARICAjp) - X（旧Twitter）
  - 才原茉莉乃 (@Saihara_0120) - X（旧Twitter）
  - 池山智瑛 (@Chu_chiaki_avex) - X（旧Twitter）
  - 中﨑絵梨奈 (@Chu_erina_avex) - X（旧Twitter）
  - 高尾苑子 (@Chu_sonoko_avex) - X（旧Twitter）
  - 高尾苑子 (@@sonoko_takao) - X（旧Twitter）2019年9月9日以降
  - 森本愛理 (@Chu_eri_avex) - X（旧Twitter）[リンク切れ]
  - 八重樫琴美 (@KotomiYaegashi) - X（旧Twitter）
  - 河合秋奈 (@Chu_akina_avex) - X（旧Twitter）
  - 堀川杏美 (@Chu_ami_avex) - X（旧Twitter）[リンク切れ]